# Handball-Oberliga Baden-Württemberg der Männer 2001/02
Die Handball-Oberliga Baden-Württemberg 2001/02 wurde unter dem Dach der Handballverbände Baden, Südbaden und  Württemberg organisiert und ist die höchste Spielklasse des Verbundes. Die Oberliga – BW  ist nach der Bundesliga, der 2. Bundesliga und der Regionalliga eine der vierthöchsten Spielklassen im deutschen Handball.

## Saisonverlauf
Die Handball-Oberliga Baden-Württemberg 2001/02 war die zweite Ausspielung dieser Handballliga.

### Modus
Sechzehn Mannschaften spielten eine Vor- und Rückrunde. Nach Abschluss der daraus resultierenden Spieltage sind der Meister und die Plätze zwei und drei in die Regionalliga Süd aufgestiegen. Vier Mannschaften mussten in die vom Badischen-, Südbadischen- und Württembergischen-Handballverband organisierten Ligen absteigen.

## Teilnehmer
Nicht mehr dabei waren die Auf- und Absteiger der Vorsaison. Neu hinzukamen die Absteiger (A) der Regionalliga Süd und die Aufsteiger (N) aus den Verbandsligen. Das Startrecht vom TSV Scharnhausen wurde auf die HSG Ostfildern übertragen.

Handballverband Baden

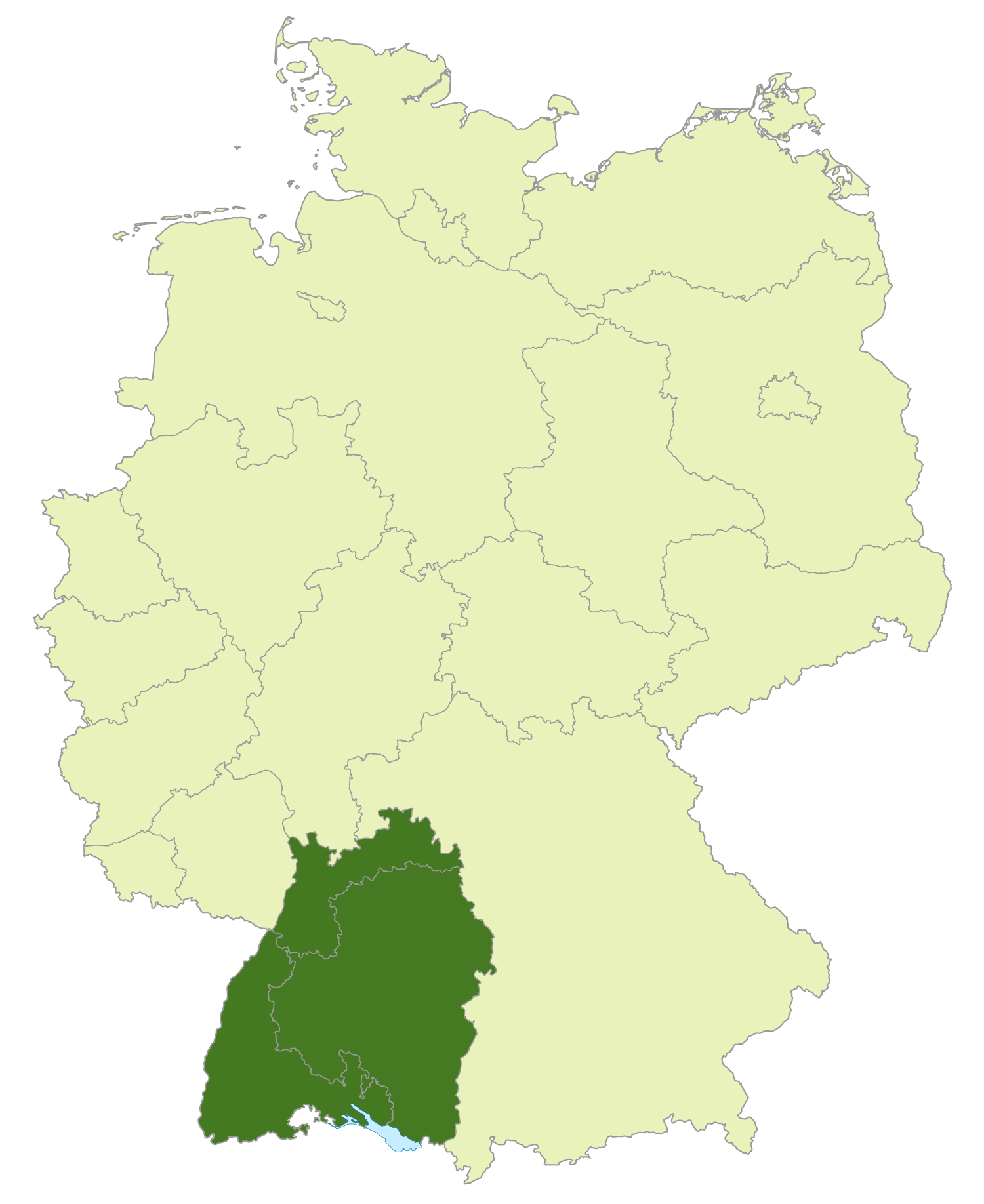
Bereich Handball-Oberliga
Baden-Württemberg

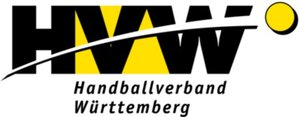
Handballverband Württemberg

### Abschlussplatzierungen
|  1. SG BBM Bietigheim (N)  2. SG H2Ku Herrenberg  3. TV Oppenweiler  4. HaSpo Ostfildern (R) - 5. SG Heddesheim - 6. TSV Bad Saulgau - 7. TuS Oberhausen (N) - 8. SG Pforzheim/Eutingen (N)  9. TuS Durmersheim (A R) - 10 SV Remshalden (N) - 11 TSV Birkenau - 12 HSG Albstadt - 13 TuS Helmlingen 1920 - 14.BSV Phönix Sinzheim (A)  15. TSG Ketsch  16. TV 1866 Wolfach |

(A) = Absteiger aus der Regionalliga Süd (N) = neu in der Liga (R) = Rückzug
  Meister und Aufsteiger zur Regionalliga Süd 2002/03
  Aufsteiger zur Regionalliga Süd 2002/03
- Für die Oberliga 2002/03 qualifiziert